# 모계명
모계명(母系名)은 어머니나 모계 혈족의 이름에서 생성되는 이름을 말한다. 가부장제 사회에서는 모계명이 부계명에 견주어 드물었다. 옛 유럽에서는 미혼모가 낳은 아이에게 모계명을 붙이는 관습이 있었으며, 여성이 사회적으로 저명한 인물이거나 권력자인 경우에는 그 후손이 이름을 따서 짓기도 하였다.